# Cúp bóng đá Macedonia 2003–04
Cúp bóng đá Macedonia 2003–04 là mùa giải thứ 12 của giải đấu bóng đá loại trực tiếp ở Cộng hòa Macedonia. FK Cementarnica 55 là đương kim vô địch, giành chức vô địch đầu tiên. Đội vô địch mùa giải 2003–04 là FK Sloga Jugomagnat, lần thứ 3 đoạt cúp sau khi xuất hiện 8 lần trong trận chung kết với 9 mùa giải.

## Lịch thi đấu
| Vòng      | Ngày thi đấu                             | Số trận | Câu lạc bộ |
| --------- | ---------------------------------------- | ------- | ---------- |
| Vòng Một  | 3 tháng 8 năm 2003                       | 16      | 32 → 16    |
| Vòng Hai  | 1 và 22 tháng 10 năm 2003                | 16      | 16 → 8     |
| Tứ kết    | 26 tháng Mười Một và 2 tháng 12 năm 2003 | 8       | 8 → 4      |
| Bán kết   | 3 tháng Ba và 14 tháng 4 năm 2004        | 4       | 4 → 2      |
| Chung kết | 23 tháng 5 năm 2004                      | 1       | 2 → 1      |

## Vòng Một
Các trận đấu diễn ra vào ngày 3 tháng 8 năm 2003.
| Đội 1              | Tỉ số           | Đội 2               |
| ------------------ | --------------- | ------------------- |
| Sileks             | 1–1 (2–4 ph.đ.) | Madžari Solidarnost |
| Makedonija         | 1–0             | 11 Oktomvri         |
| Sloga Vinica       | 2–4             | Pelister            |
| Gostivar           | 1–3             | Tikveš              |
| Turnovo            | 5–0             | Kožuf               |
| Maleš              | 2–3             | Bregalnica Delčevo  |
| Shkëndija 79       | 2–0             | Karaorman           |
| Voska              | 0–9             | Osogovo             |
| Bratstvo Resen     | 0–2             | Pobeda              |
| Lozar              | 1–0             | Bashkimi            |
| Proleter           | 1–16            | Vardar              |
| Borec              | 1–5             | Napredok            |
| Belasica           | 3–1             | Kumanovo            |
| Rabotnički Kometal | 4–0             | Vëllazërimi         |
| Bregalnica Štip    | 2–5             | Cementarnica        |
| Novaci             | 1–3             | Sloga Jugomagnat    |

## Vòng Hai
Các trận lượt đi diễn ra vào ngày 1 tháng Mười và lượt về vào ngày 22 tháng 10 năm 2003.
| Đội 1               | TTS     | Đội 2              | Lượt đi | Lượt về |
| ------------------- | ------- | ------------------ | ------- | ------- |
| Makedonija          | 4–7     | Rabotnički Kometal | 1–4     | 3–3     |
| Napredok            | 4–2     | Shkëndija 79       | 3–1     | 1–1     |
| Belasica            | 2–5     | Sloga Jugomagnat   | 2–2     | 0–3     |
| Turnovo             | 0–2     | Tikveš             | 0–1     | 0–1     |
| Madžari Solidarnost | 2–1     | Pelister           | 1–0     | 1–1     |
| Osogovo             | 3–4     | Lozar              | 2–0     | 1–4     |
| Vardar              | 3–3 (a) | Cementarnica       | 1–1     | 2–2     |
| Bregalnica Delčevo  | 3–5     | Pobeda             | 1–2     | 2–3     |

## Tứ kết
Các trận lượt đi diễn ra vào ngày 26 tháng Mười Một và lượt về vào ngày 3 tháng 12 năm 2003.
| Đội 1              | TTS | Đội 2               | Lượt đi | Lượt về |
| ------------------ | --- | ------------------- | ------- | ------- |
| Sloga Jugomagnat   | 4–3 | Madžari Solidarnost | 2–1     | 2–2     |
| Vardar             | 2–3 | Pobeda              | 1–1     | 1–2     |
| Napredok           | 4–2 | Lozar               | 3–0     | 1–2     |
| Rabotnički Kometal | 3–1 | Tikveš              | 2–0     | 1–1     |

## Bán kết
Các trận lượt đi diễn ra vào ngày 10 tháng Ba và lượt về vào ngày 15 tháng 4 năm 2004.
| Đội 1              | TTS     | Đội 2            | Lượt đi | Lượt về |
| ------------------ | ------- | ---------------- | ------- | ------- |
| Pobeda             | 2–2 (a) | Napredok         | 2–1     | 0–1     |
| Rabotnički Kometal | 2–2 (a) | Sloga Jugomagnat | 2–1     | 0–1     |

### Lượt đi
| Pobeda          | 2–1      | Napredok     |
| --------------- | -------- | ------------ |
| Krstev 30', 56' | Chi tiết | Mickoski 70' |

| Rabotnički Kometal         | 2–1      | Sloga Jugomagnat |
| -------------------------- | -------- | ---------------- |
| Ilijoski 40' · Toleski 60' | Chi tiết | Savić 35'        |

### Lượt về
| Napredok     | 1−0      | Pobeda |
| ------------ | -------- | ------ |
| Mojsoski 17' | Chi tiết |        |

2–2 sau 2 lượt trận. Napredok thắng nhờ luật bàn thắng sân khách.
| Sloga Jugomagnat | 1−0      | Rabotnički Kometal |
| ---------------- | -------- | ------------------ |
| Savić 52'        | Chi tiết |                    |

2–2 sau 2 lượt trận. Sloga Jugomagnat thắng nhờ luật bàn thắng sân khách.

## Chung kết
| Napredok | 0–1      | Sloga Jugomagnat |
| -------- | -------- | ---------------- |
|          | Chi tiết | Beqiri 49'       |